# Kim Uhlendorf
Kim Uhlendorf (* 9. Januar 1997) ist eine deutsche Leichtathletin, die für Cologne Athletics antritt.

## Karriere
Bei den Deutschen Meisterschaften 2016 wurde sie zusammen mit Vera Coutellier und Muriel Pfläging Achte der 3 × 800-m-Staffel. 2019 wurde sie mit Christina Zwirner und Inken Terjung Vierte. Mit dieser Staffel gewann sie auch die Silbermedaille der Deutschen Hallenmeisterschaften 2019. 2020 wurde sie mit Vera Coutellier und Christina Zwirner deutsche Hallenmeisterin. Mit Coutellier und Terjung gewann sie 2022 Silber bei den Deutschen Meisterschaften. Mit der Staffel wurde sie 2023 wieder Deutsche Hallenmeisterin.
Uhlendorf promoviert seit 2021 an der Deutschen Sporthochschule Köln.